# Billy Mitchell (Videospieler)

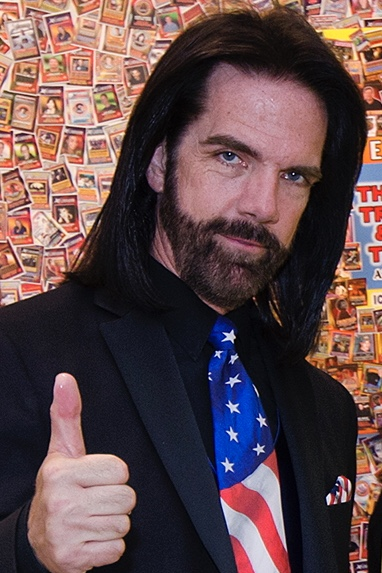
Billy Mitchell (2014)

William „Billy“ James Mitchell (* 16. Juli 1965 in Holyoke, Massachusetts) wurde durch die Aufstellung von Rekorden in Arcade-Spielen bekannt. Mitchell gilt als erster Spieler, der ein perfektes Pac-Man-Spiel gespielt hat. Er wurde u. a. als „[...] vermutlich größter Arcade-Videospiel-Spieler aller Zeiten [...]“ bezeichnet.
Nach Hinweisen auf Unregelmäßigkeiten in Aufzeichnungen seiner Rekorde wurden Mitchells Bestwerte 2018 wegen des Vorwurfs des Betrugs aus Rekordlisten von Twin Galaxies und Guinness World Records gestrichen. Mitchell drohte infolge mit Klagen gegen beide Parteien wegen Verleumdung, worauf Guinness die Rekorde 2020 wieder anerkannte und Twin Galaxies gegenklagte. Anfang 2024 einigten sich Billy Mitchell und Twin Galaxies gerichtlich, dass seine Rekorde durch Hardwarefehler theoretisch möglich gewesen seien, sodass diese zumindest in einer neuen historischen Sektion der Website wieder abrufbar sind. Bis heute werden seine Rekorde von der Gaming-Community stark angezweifelt.

## Leben und Karriere

### Erste Videospielerfolge
Mitchell wurde 1965 in Holyoke, Massachusetts geboren und verbrachte seine Kindheit in Florida. Bis Arcade-Spiele an Popularität gewannen, spielte er vor allem an Flipperautomaten. Erste Videospielerfahrung sammelte Mitchell Anfang der 1980er Jahre in freundschaftlichen Wettkämpfen mit einem Klassenkameraden in Donkey Kong und Pac-Man. Als er feststellte, dass er besser war als andere Spieler in seinem Umfeld, nahm er erstmals mit der Spielhalle Twin Galaxies Kontakt auf, um herauszufinden, ob es einen offiziellen Bestwert für das Arcade-Spiel Donkey Kong gab. Über diesen Kontakt wurde er 1982 von dem amerikanischen Magazin Life zu einem Fotoshooting eingeladen. Bei dieser Gelegenheit wies er nach, dass der angebliche Bestwert nicht erreichbar war und stellte selbst im Rahmen der Veranstaltung einen Rekord auf, der fast zwei Jahrzehnte lang nicht überboten werden konnte. Mitchell war ab 1983 Teil des U.S. National Video Games Teams. Die Mitglieder der Gruppe gelten als die ersten professionellen Videospieler, die für ihre Tätigkeit bezahlt wurden. Aufgrund von finanziellen Problemen wurde eine Reise des Teams mit Showauftritten in 200 amerikanischen Städten vorzeitig abgebrochen. Für Twin Galaxies überprüfte Mitchell die Authentizität von angeblich aufgestellten Bestwerten, bevor sie 1984 aufgrund des Video Game Crashs ihre Videospielhalle schließen mussten und nur noch Bestenlisten für Arcade-Spiele führten. Mitchell pausierte daher 1985 nach dem Aufstellen eines Rekords im Spiel Burgertime seine Videospiel-Karriere und arbeitete im Restaurant seiner Eltern in Florida, welches er später übernahm und 1987 um den Verkauf von Saucen unter dem Namen Rickey's World Famous Hot Sauce erweiterte.

### Das perfekte Pac-Man-Spiel
Nachdem der ehemalige US-Präsident Ronald Reagan einem Spieler gratuliert hatte, der fälschlicherweise angab, einen Weltrekord im 1980 veröffentlichten Arcade-Spiel Pac-Man erzielt zu haben, stellte Mitchell in einer Untersuchung mit einem befreundeten Videospieler im Jahr 1983 fest, dass der maximal erreichbare Punktestand bei 3.333.360 Punkten liegt. Dies wird als „perfektes Spiel“ (engl. perfect game) bezeichnet. Da kein anderer Spieler zu dem Zeitpunkt das erforderliche Wissen hatte und die Ausführung sehr anspruchsvoll war, hörte er Mitte der 1980er Jahre auf, Pac-Man zu spielen.
Mehr als ein Jahrzehnt später erfuhr er, dass zwei kanadische Spieler ebenfalls herausgefunden hatten, wie man die maximale Punktzahl erreichen konnte, und es begann 1999 ein Wettstreit darum, wer als erstes ein perfektes Spiel ausführen konnte. Diesen historischen Rekord erzielte Billy Mitchell am 3. Juli 1999. Er absolvierte 255 Level mit maximaler Punktzahl, ohne jemals gefressen zu werden. Dabei sammelte er sämtliche Boni ein und fraß jeden blauen Geist und spielte somit das erste perfekte Pac-Man-Spiel. Billy behauptete daraufhin, dass Spielehersteller Namco ihn bei der Tokyo Game Show für diese Leistung als Video Game Player of the Century ausgezeichnet habe.

### Leben nach der Jahrtausendwende

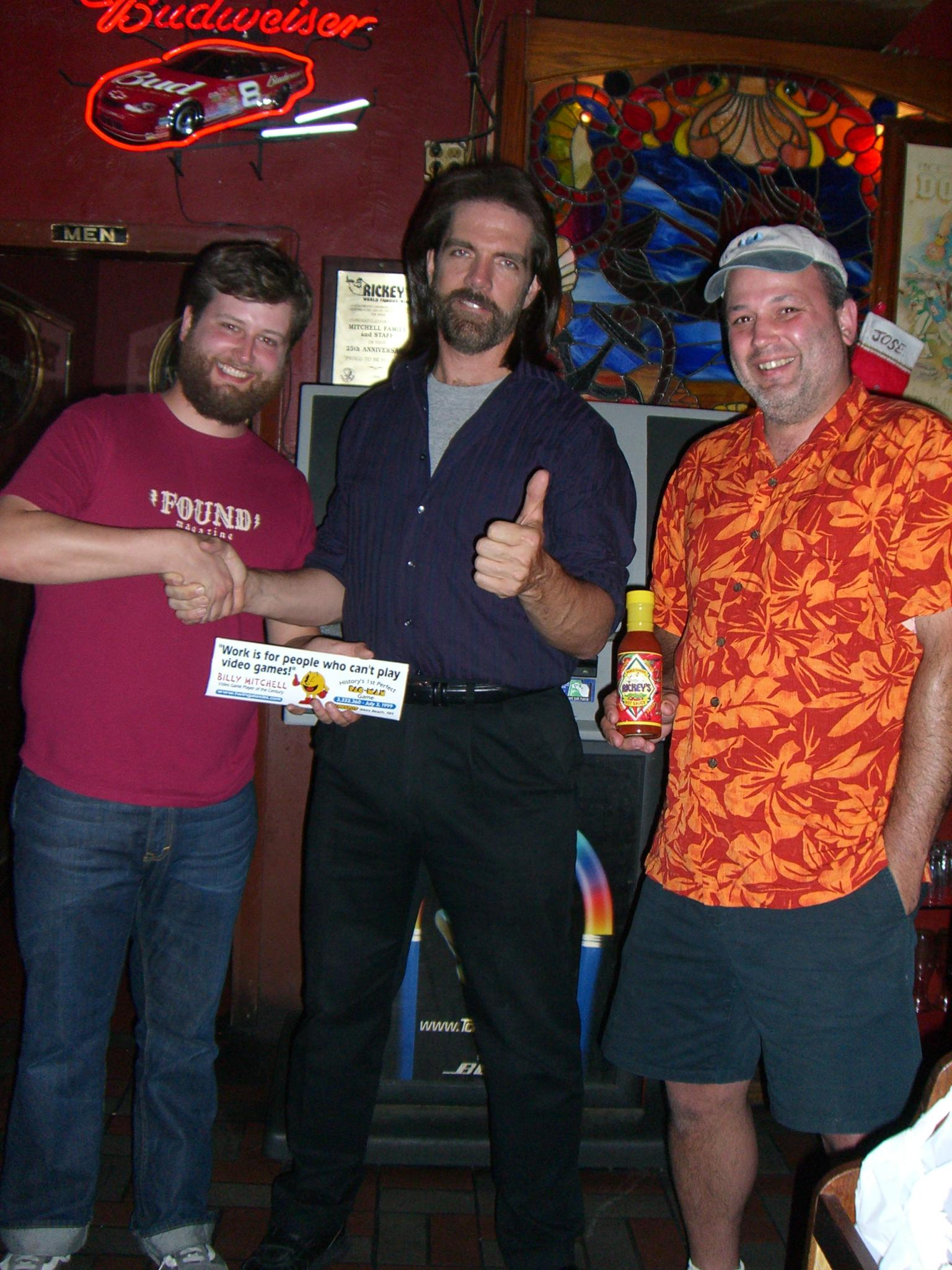
Mitchell mit Fans (2007)

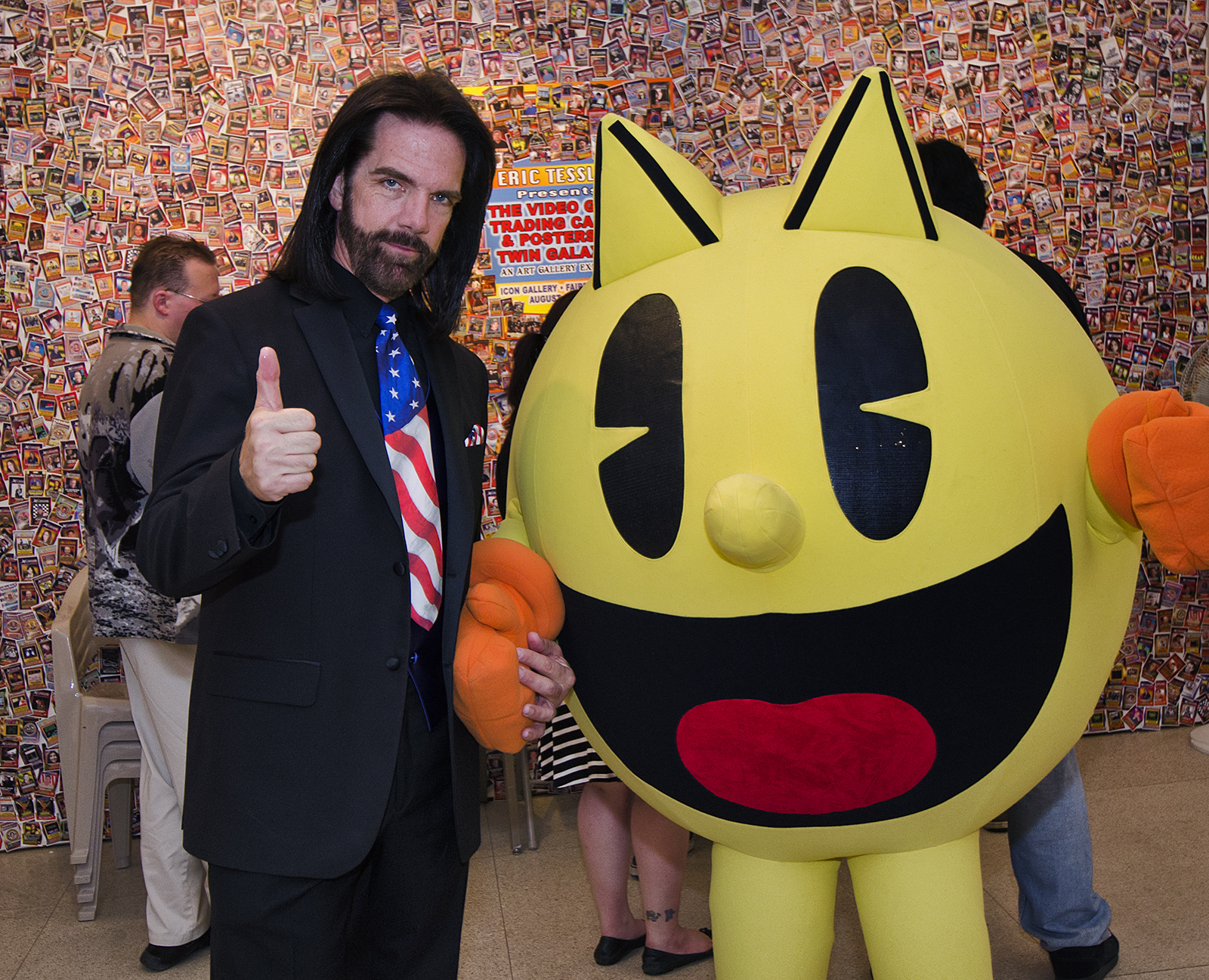
Mitchell und Pac-Man (2014)

Mitchells Karriere nach der Jahrtausendwende wurde teilweise in dem 2007 veröffentlichtem Dokumentarfilm The King of Kong: A Fistful of Quarters, in dem es um einen Rekordversuch in dem Spiel Donkey Kong geht, festgehalten, in dem er neben Steve Wiebe und anderen bekannten amerikanischen Videospielikonen auftritt. Von ihm und anderen Darstellern wird kritisiert, dass Mitchell für die Dramaturgie als Antagonist abgebildet und einige Handlungen durch Bearbeitungen polarisierend dargestellt worden seien. Nach Veröffentlichung des Films wurde Mitchell Ziel von Anfeindungen und Morddrohungen. 2007 und 2010 stellte er jeweils eine Rekordpunktzahl in Donkey Kong auf, dem Spiel, in dem er 1982 seinen ersten Weltbestwert aufgestellt hatte.
2007 nahm Mitchell an den Microsoft Xbox 360 Pac-Man World Championships teil, schied jedoch früh aus und wurde Achter. Ein Jahr später war er der erste E-Sportler, der auf einer Sammelkarte von Topps abgebildet wurde. 2015 reichte Mitchell Klage gegen den amerikanischen Fernsehsender Cartoon Network ein, weil ein Charakter der animierten Serie Regular Show – Völlig abgedreht, der als Betrüger bei Videospielen dargestellt wird, zu große Ähnlichkeit mit ihm habe. Das Gericht in New Jersey entschied den Fall zu Gunsten des TV-Senders. Mitchell hat drei Kinder und lebt mit seiner Frau in Weston.

### Kontroverse über Rekorde
2017 wurden in einem Internetforum Bedenken über die Authentizität von Mitchells Donkey-Kong- und Donkey-Kong-Jr.-Weltrekorden von 2010 geäußert. Einer Untersuchung im Jahr 2018 von Twin Galaxies zufolge seien seine Bestwerte mit dem Emulator MAME aufgenommen worden. Dies wurde durch Frame-by-Frame-Analyse belegt, da auf Arcade-Maschinen die Bilder beim Start des Spiels von links und rechts zur Mitte hin aufbauen. Bei Billy Mitchells Rekorden hingegen wurden die Objekte des Levels einzeln aufgebaut. Dies bestätigt die Verwendung einer älteren Version von MAME und macht damit diese Rekorde ungültig. Am 12. April 2018 wurden alle Rekorde Mitchells aufgrund dieser Vorwürfe von der Highscore-Datenbank Twin Galaxies entfernt. Dies schloss auch das erste perfekte Pac-Man-Spiel ein, das Mitchell 1999 gespielt hatte. Des Weiteren darf er auch keine neuen Rekorde mehr einbringen. Da Twin Galaxies die Organisation war, die für Guinness World Records ursprünglich die Gültigkeit der Rekordversuche bestätigt hatte, wurden auch dort seine Weltrekorde aberkannt. Im folgenden Jahr begann er die Annullierung seiner Rekorde anzufechten. Er legte den Betreibern der Bestenlisten eigene Beweise vor, um seine Unschuld nachzuweisen, und drohte mit rechtlichen Konsequenzen, falls die verleumderischen Aussagen über seine Person nicht zurückgenommen würden.
Im April 2019 und Mai 2020 reichte Mitchell Klagen wegen Verleumdung gegen Twin Galaxies ein. Im November 2020 erfolgte eine Gegenklage von Twin Galaxies gegen Mitchell, in der ihm unter anderem vorgeworfen wird, in Zusammenarbeit mit Walter Day andere Spieler benachteiligt zu haben, die angeblich vor ihm ein perfektes Pac-Man-Spiel gespielt und seine Donkey-Kong-Weltrekorde gebrochen haben sollen. Im Juni 2020 setzte Guinness World Records seine Rekorde nach einer erneuten Expertenprüfung und neuen Augenzeugenberichten wieder ein. Anfang 2024 einigten sich Billy Mitchell und Twin Galaxies gerichtlich, dass seine Rekorde durch Hardwarefehler theoretisch möglich gewesen sein, sodass diese zumindest in einer neuen historischen Sektion der Website wieder abrufbar sind. Hierbei gab Twin Galaxies jedoch an, dass sie ihre Meinung über die Rekorde nicht geändert haben, die Rekorde daher nicht auf die eigentlichen Bestenlisten zurückkehren werden und Billy Mitchell für zukünftige Wettkämpfe gesperrt bleibe. Da Billy Mitchell im Verlauf des Gerichtsprozesses mehrfach den YouTuber Karl Jobst für angebliche Verleumdungen in seinen Berichterstattungen verklagte, ist eine gerichtliche Entscheidung über die Echtheit der Rekorde weiterhin möglich.

## Auszeichnungen
- Wahl zu einem der Video Game Player of the Year (Videospielspieler des Jahres) von Twin Galaxies und dem U.S. National Video Game Team am 14. Januar 1984.[35]
- MTV wählte Billy Mitchell zu einem der 10 Most Influential Video Gamers Of All Time (zehn einflussreichsten Videospieler aller Zeiten) am 21. Juni 2006.[36]

## Weltrekorde
Die folgenden Rekorde werden seit Juni 2020 wieder von Guinness World Records anerkannt, Twin Galaxies hat alle Rekorde von Mitchell für ungültig erklärt.
- Am 7. November 1982 erreichte Mitchell im Arcade-Spiel Donkey Kong den bis dahin höchsten Punktestand mit 874.300 und war zeitgleich der erste Spieler, der den Kill-Bildschirm erreicht hat.
- Am 3. Juli 1999 spielte er als erster Mensch ein perfektes Pac-Man-Spiel mit den maximal erreichbaren 3.333.360 Punkten.
- Am 4. Juni 2005 erzielte Mitchell in Donkey Kong mit 1.047.200 Punkten einen Weltrekord und war der erste Spieler mit einem Highscore von mehr als einer Million Punkten.
- Am 14. Juli 2007 stellte er mit 1.050.200 Punkten einen weiteren Rekord in Donkey Kong auf.
- Am 31. Juli 2010 erreichte Mitchell eine Rekordpunktzahl von 1.062.800 Punkten in Donkey Kong.